# 違法ダウンロード
違法ダウンロード（いほうダウンロード）とは、法律に違反すると規定されたダウンロード行為のことである。行為の内容によっては罰則が規定されており、刑罰を科せられることもある。
この項目では、著作権における公衆送信権を侵害する形でアップロードされたコンテンツをダウンロード（複製）する行為を違法とする、著作権法改正について扱う。
ただし、本改正では動画再生時にPCなどに保存されるキャッシュについては、ダウンロード違法化の適用外とされている。そのため、違法アップロードされた動画を視聴した際にPCなどの再生機器にキャッシュが保存されても、違法行為とはならない。

## 日本における違法ダウンロード
日本では、2010年1月1日より施行された「著作権法の一部を改正する法律」（平成21年法律第53号、第171回通常国会において2009年6月12日成立、同年6月19日公布）による著作権法第30条（私的使用のための複製）の改正、同条第1項に第3号として「著作権を侵害する自動公衆送信（国外で行われる自動公衆送信であつて、国内で行われたとしたならば著作権の侵害となるべきものを含む。）を受信して行うデジタル方式の録音又は録画を、その事実を知りながら行う場合」の追加により規定された。特にダウンロード違法化規制を会議する小委員会は、私的録音録画小委員会である。

### ダウンロード違法化

Lマーク

2010年1月1日に施行された著作権法の改正により、違法なネット配信による音楽・映像を違法と知りながらダウンロード（複製）することが、私的使用目的でも権利侵害（著作権法違反）となった。これを「ダウンロード違法化」と呼ぶ。
日本国内向けの音楽・映像配信については、レコード会社と映像製作会社が正規に提供するコンテンツを配信するサイトに対して、一般社団法人日本レコード協会は、登録番号を発行するとともにエルマークを発行している。エルマークが提示されていなかったり、登録番号が明示されていなかったりした場合、少なくとも、著作物の販売を委託されている著作隣接権者の団体である日本レコード協会から許諾されていないサイトであり、日本レコード協会に所属している団体に著作物の販売を委託している著作権者の音楽・映像については、違法に公開されているものである可能性が高いものである。なお著作物によっては、日本レコード協会ではなく、一般社団法人日本音楽著作権協会（JASRAC）などの他の著作権管理団体による登録番号が明示されている場合もある。
違法なダウンロードサイトの運営者は、違法な配信でアクセス数を稼ぎ、アフィリエイト広告で収入を得ているケースが多い。そのため2012年12月3日には、日本音楽著作権協会（JASRAC）と日本アフィリエイト協議会は、アフィリエイト広告サービス提供事業者(ASP事業者)と連携して、アフィリエイト広告収入を目的とする違法音楽配信サイトに対して広告の掲載停止と広告料の支払停止を行う方針を発表した。

### 通信の秘密について
インターネットにおける通信に関しては、「特定電気通信役務提供者の損害賠償責任の制限及び発信者情報の開示に関する法律」（プロバイダ責任制限法）により、著作権の侵害についても通信ログや通信を行ったものに関する個人情報の提供を裁判所を介してサービス提供者に求めることができる。著作権者はこれらの個人情報に基づき、著作権の侵害の告発と損害賠償請求を行うことが認められている。なお、著作権を管轄する文化庁は、権利を濫用せず、警告を行っても止めないなどの悪質なケースなどに限って運用するように求めている。

### 違法ダウンロード刑事罰化
違法ダウンロード刑事罰化とは、違法ダウンロードに対して罰則を規定し、刑罰の対象とすることである。
2010年1月1日に施行された著作権法の改正では、違法コンテンツと知りつつダウンロードした場合の罰則は見送られたが、2012年に罰則を導入することが検討された。自民・公明両党は法案提出の党内手続きを早期に完了していたが、民主党内では慎重論が強まり、同年4月25日の文部科学部会では結論が先送りされた。
日本弁護士連合会は、2012年4月27日付で違法ダウンロードに対する刑事罰の導入についての反対を表明した。また、ジャーナリストの津田大介は「罰則が設けられれば、事情を分からない人が1クリックで犯罪者になってしまう恐れがある」と指摘した。
2012年6月4日、インターネットユーザー協会は、『違法ダウンロード刑事罰化』について「法律を完全に理解していない子どもが摘発の対象となる」ことや「別件捜査が容易になり、プライバシー（通信の秘密）の侵害につながる」ことなどを理由に反対声明を発表した。
2012年6月15日には、著作権法一部改正案の審議の過程で衆議院本会議において私的違法ダウンロード刑罰化を追加する修正案が提出され、賛成多数で可決し、参議院に送付された。2012年6月20日の午前、参議院文教科学委員会は、著作権法改正案を採決の結果、全会一致で本会議に送付した。同日、参議院本会議において、違法ダウンロード刑事罰化をはじめとして、「アクセスコントロール技術を施したDVDやゲームソフトのリッピングの違法化」や「アクセスコントロール技術を解除する機器やソフトウェアの販売禁止」を盛り込んだ改正案を賛成多数で可決・成立し、2012年10月1日に施行された。
10月1日現在でも利用者からは不安の声が上がっており、弁護士の福井健策は、「軽度の違反は摘発しないなどの慎重な運用と、今後実際に効果があったのかどうか検証が必要」と述べた。
刑罰の内容は、「私的使用の目的をもって、有償著作物等の著作権又は著作隣接権を侵害する自動公衆送信を受信して行うデジタル方式の録音又は録画を、自らその事実を知りながら行って著作権又は著作隣接権を侵害した者に対し、2年以下の懲役若しくは 200万円以下の罰金に処し、又はこれを併科する」（著作権法第119条第3項を新設）となっている。また第123条により親告罪とされており、著作権者からの告訴がなければ公訴は提起されないこととされている。「有償著作物等」とは、録音され、または録画された著作物、実演、レコードまたは放送もしくは有線放送に係る音もしくは影像であって、有償で公衆に提供され、または提示されているもの（その提供または提示が著作権または著作隣接権を侵害しないものに限る。）とされている。
刑事罰化から1年が経過した時点で、これらの対応はコンテンツの売上回復に繋がらなかったことが報じられた。2013年9月29日付のNHKの報道によると、WinnyやShareといったファイル共有ソフトウェアの利用は減少傾向にあり、コンテンツのレンタルなどで一定の効果が見られた一方、刑事罰化以前と比較して音楽のダウンロード配信が20%以上減少しており、CDやDVDなどの売上もやや減少傾向にあるとしている。

#### アノニマスによる抗議行動
違法ダウンロード刑事罰化が可決してから5日後の2012年6月25日、クラッカー集団のアノニマスが違法ダウンロード刑事罰化に抗議する内容の声明を発表した。同日ごろから日本政府および日本レコード協会などのウェブサイトに対してサイバー攻撃を行った。
日本のアノニマスは、渋谷にて清掃活動をしながら違法ダウンロード刑事罰化について市民に知ってもらうためにリーフレットなどを配布するための「オフ会」を行うと告知した。これについてジャーナリストの井上トシユキは、「ここ最近のネット関係の話では一番面白い」「ネットらしい気の利いた企画だと思う」と評した。告知通り2012年7月7日に実施され、約50人が参加し、周辺の歩道を清掃活動した。この抗議行動は、サイバー攻撃などの過激な行為ではなかったことから、海外のアノニマスからは感心の声があったという。

### 適用範囲の拡大
2019年2月25日、文化庁が著作権法の改正案を公開した。この改正案では、それまで違法ダウンロードとなる著作物の範囲としていた「音楽・映像」の限定を解除し、「漫画・書籍・論文・コンピュータプログラム」など、すべての著作物が対象となった。しかし、漫画家などの著作権者から慎重論が出ていたことから、関係者の理解を得られていないとして、政府は3月13日に改正案の提出を見送った。産経新聞は、安倍晋三首相の「鶴の一声」があったと報じている。文化庁は同年9月にパブリックコメントを実施し、そこで出た意見を踏まえ、11月には適用範囲の見直しを行う方針を示した。
2020年3月10日、上述の問題点を修正した改正案が閣議決定され、第201回通常国会に提出された。その後、6月5日に参議院本会議で可決、成立した。この改正は2021年1月1日に施行される。

## その他の国の状況

### ドイツ
ドイツでは、2007年（2008年1月1日施行）の法改正により明文化された。ただしドイツでは、2003年の法改正により「違法な複製からの再複製」は違法となっていたため、もともとダウンロードは違法だったとする説もある。しかし、2003年の改正では「適法に作成されているが、無断でアップロードされた複製からの再複製」は違法とならない可能性があった。このため、2007年の改正により、違法な複製からの再複製に加え、違法に公衆提供された複製からの再複製も違法であることが明確化された。

### スイス
スイスでは、2010年に最高裁判所が消費者のプライベート保護は著作権保護よりも重いとの判断を示した。この結果、行政がファイル共有サービスを監視することは違法となっており、警察は著作権者が告訴した場合のみ、介入できる。しかし、著作権者にとって、誰が容疑者であるのかを判断するのは容易ではなく、著作権の侵害を立証するのも難しいため、事実上、インターネットで著作権を侵害している者を刑事訴追することは不可能に近い状態となっている。この状況に、アメリカはスイスを著作権侵害に関して特別な対策を取っていないとして、ブラックリストに記載している。

## 合法コンテンツのダウンロード
合法にアップロードされたコンテンツをダウンロードすることは、法律によって制限されていない。しかし、YouTubeやニコニコ動画などの動画共有サイトでは、利用規約でダウンロードが禁止されている場合がある。